# VT180

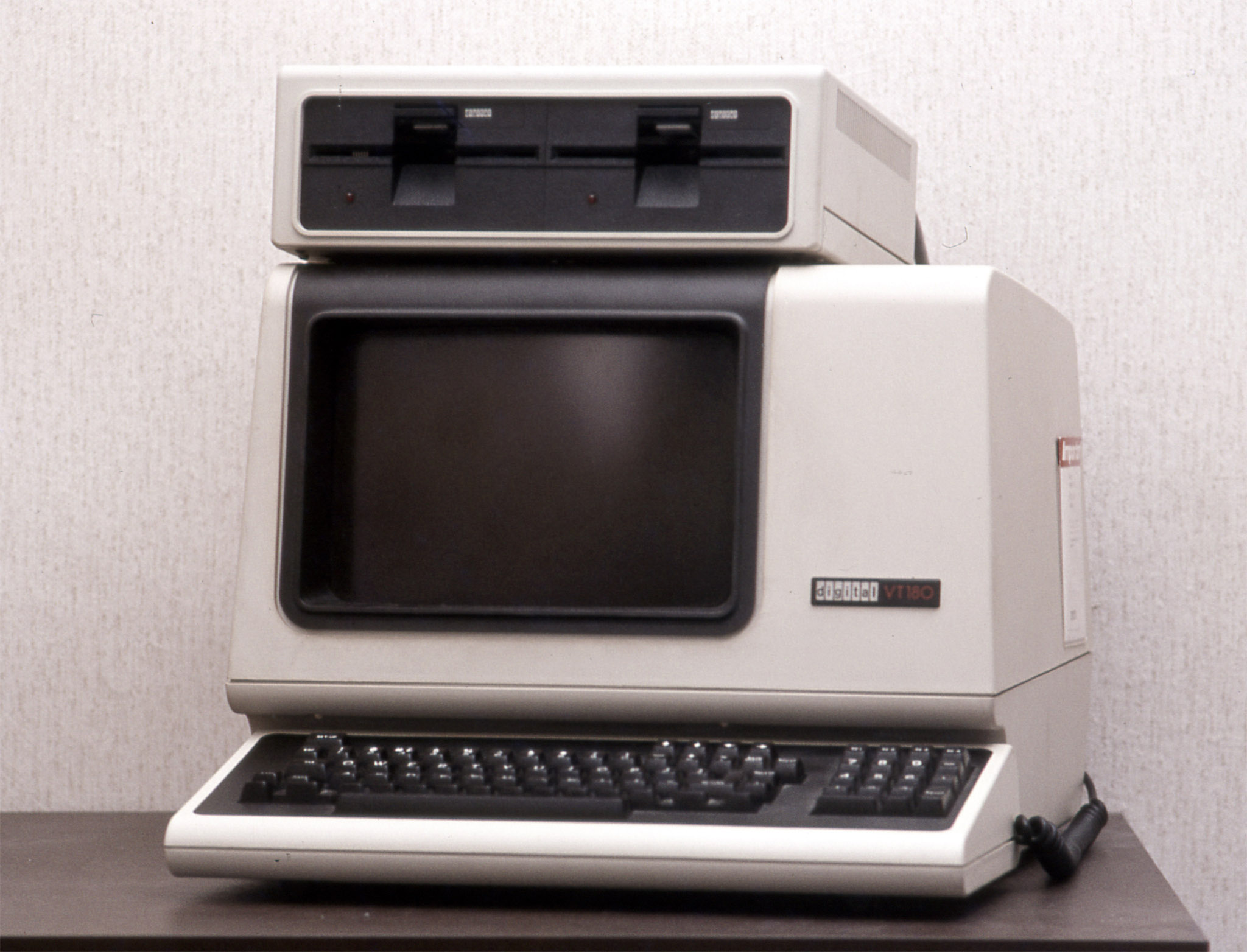
DEC VT180

VT180, Codename „Robin“, war ein ASCII-Computer-Terminal und Mikrocomputer, gebaut von Digital Equipment Corporation (DEC) in den Jahren 1982 bis 1983. Er basierte auf dem VT100-Terminal und beinhaltete zusätzlich eine Platine mit Z80-CPU und 64 kB RAM. Außerdem verfügte er über zwei oder vier externe Diskettenlaufwerke für einseitige Disketten mit 180 kB sowie drei programmierbare serielle Schnittstellen für Kommunikation, Drucker und allgemeinen Bedarf. Somit konnte er wahlweise als Terminal oder als Computer verwendet werden.
Der Computer lief unter dem Betriebssystem CP/M, Version 2.2, und war daher in der Lage, die damals verbreitete Software (ggf. nach Adaption) zu verarbeiten, beispielsweise WordStar, SuperCalc, MBASIC oder dBASE.
Mit dem Ende der VT100-Serie wurde auch das Modell VT180 eingestellt. Ein direktes Nachfolgemodell für diesen Computer kam nicht auf den Markt. Mittlerweile waren leistungsfähigere Computer auf Basis der 16-Bit-Mikroprozessoren Intel 8088 oder Intel 8086 verfügbar. Jedoch beinhaltete der danach hergestellte DEC-Computer „Rainbow 100“ mit Z80- und 8088-CPU die meisten VT180-Funktionalitäten als Untermenge.
Das VT180/Robin-Diskettenformat konnte nicht nur vom Rainbow 100 verarbeitet werden, sondern auch von einigen anderen Computersystemen, wie den ersten tragbaren Computern Osborne 1 und Kaypro II oder später auch dem IBM-PC unter dem Betriebssystem MS-DOS mit Zusatzsoftware.